# Krawędź (stereometria)
Krawędź wielościanu – odcinek łączący dwa jego wierzchołki, będący równocześnie wspólnym bokiem (brzegiem) co najmniej dwóch jego ścian.
Liczbę krawędzi w wielościanie, w którym każda ściana ma tyle samo boków, gdzie łączną liczbę krawędzi w wielościanie wyraża wielka litera {\displaystyle N,} liczbę ścian mała litera {\displaystyle n,} a liczbę boków jednej ściany litera {\displaystyle k,} wyraża wzór:
{\displaystyle N={\frac {nk}{2}}.}